# Termòmetre de Galileu

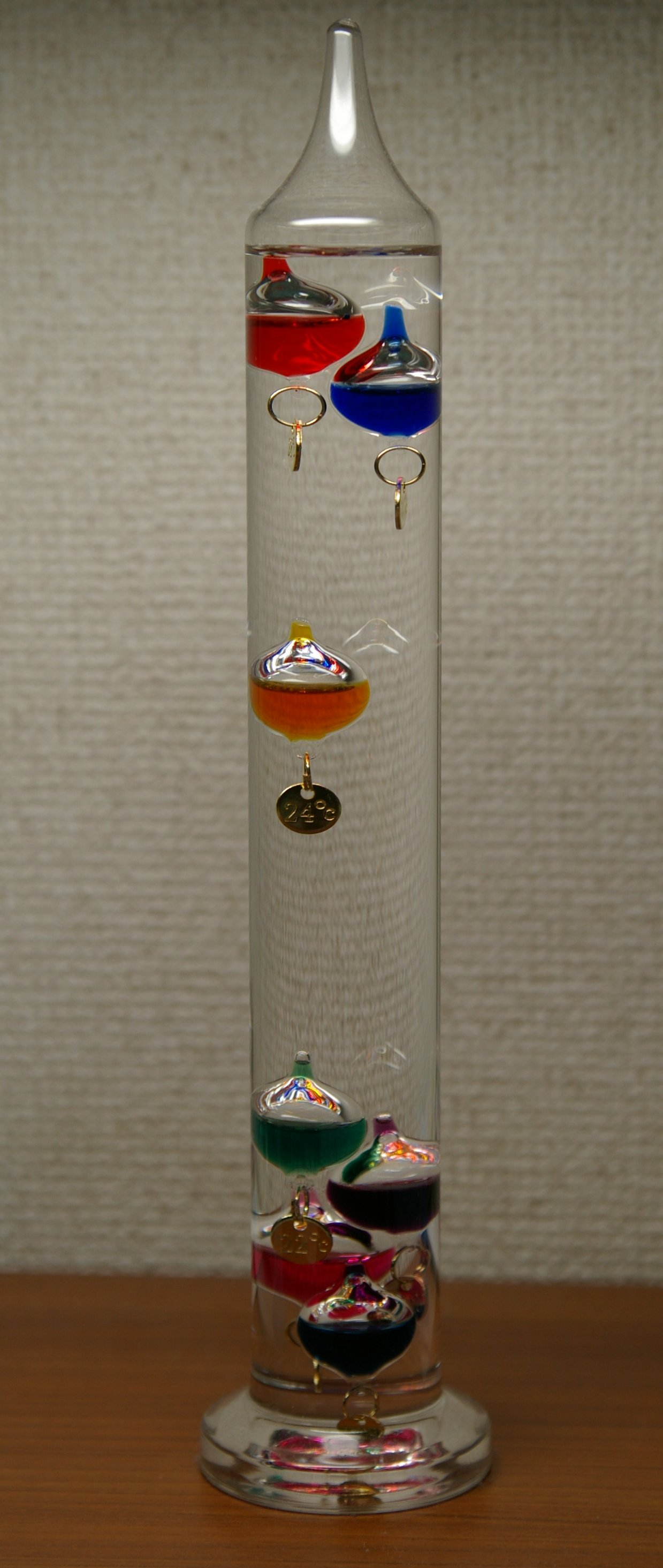
Un termòmetre de Galileu

El termòmetre de Galileu, que rep el nom de Galileo Galilei, és un termòmetre fet amb un cilindre segellat de vidre el qual conté un líquid transparent (una mescla d'hidrocarburs) i una sèrie d'objectes (cinc, set o vuit ampolles o bulbs), plenes d'aigua o alcohol acolorit, les densitats dels quals fan que pugin o baixin amb els canvis de la temperatura, ja que també el líquid del cilindre canvia de densitat segons les diferents temperatures i aquesta densitat diferent del líquid del cilindre la que fa pujar o baixar els bulbs. La temperatura típicament es llegeix per un gravat amb un nombre en un disc de metall que hi ha en cada objecte.

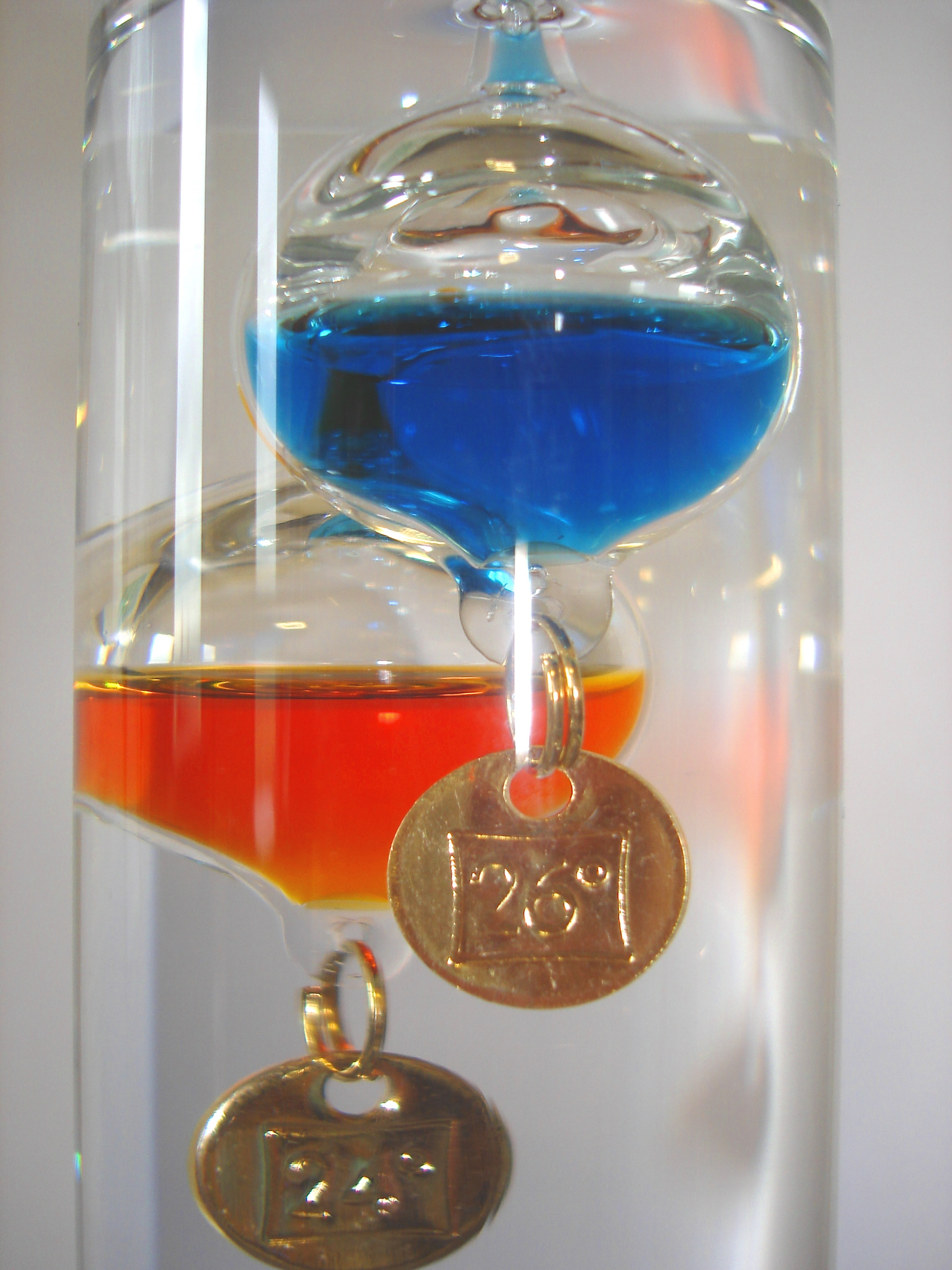
Vista de prop dels bulbs

Si les densitats de cadascun dels bulbs difereix poc, ells mateixos es disposen de manera que les menys denses es troben a dalt i les més denses a la part de baix i poden formar una escala de temperatures. Per regla general, un espai tendeix a separar el grup de bulbs de dalt del grup de baix. La temperatura s'ha de llegir sobre el disc situat a la base del grup de dalt; si un bulb sura entre els dos grups, se’n dedueix una temperatura intermèdia, una mica inferior.
Per definició, el termòmetre de Galileu és en realitat un termoscopi, no pas un termòmetre. La seva precisió és d'uns 0,5 °C però no es poden llegir ni temperatures gaire altes ni gaire baixes. Actualment serveixen d'objecte decoratiu.
Per aconseguir una precisió acurada cal que el pes dels objectes que pugen i baixen estiguin fabricats amb una tolerància de menys d'1/1000 (un gram per mil·ligram).

## Principi de funcionament

Representació esquemàtica a dos temperatures diferents

El termòmetre de Galileo funciona pel principi de flotabilitat, que determina si un objecte flota o bé s'enfonsa dins un líquid.
L'únic factor que determina si un objecte gros flota o enfonsa dins un líquid és la densitat de l'objecte amb relació a la densitat del líquid.
Galileo descobrí que la densitat d'un líquid és una funció de la seva temperatura. Aquesta és la clau per saber com funciona el seu termòmetre, a mesura que la temperatura de l'aire s'incrementa des dels 4 °C, la seva densitat baixa.
En la representació esquemàtica, si hi ha alguns bulbs en la part de dalt (esquerra) i alguns al fons, però un flota en l'espai intermedi, aleshores el que flota en l'espai intermedi (verd a 76 °F) diu la temperatura. Si no hi ha un bulb a l'espai intermedi (dreta), aleshores la mitjana dels valors dels bulbs per sobre i per sota de l'espai intermedi dona la temperatura aproximada.